# Warren Samuel Fisher
Warren Samuel Fisher (1878 – 1971) è stato un entomologo statunitense specializzato nei Coleoptera.

## Biografia
Lavorò presso il National Museum of Natural History di Washington.
Fisher si interessò soprattutto di Buprestidae e Cerambycidae.